# Lake Koshkonong
Lake Koshkonong is een plaats (census-designated place) in de Amerikaanse staat Wisconsin, en valt bestuurlijk gezien onder Jefferson County.

## Demografie
Bij de volkstelling in 2000 werd het aantal inwoners vastgesteld op 1219.

## Geografie
Volgens het United States Census Bureau beslaat de plaats een oppervlakte van 77,4 km², waarvan 37,1 km² land en 40,3 km² water.

## Plaatsen in de nabije omgeving
De onderstaande figuur toont nabijgelegen plaatsen in een straal van 20 km rond Lake Koshkonong.